# Pseudophoxinus maeandri
Pseudophoxinus maeandri és una espècie de peix cipriniforme de la família dels ciprínids.

## Morfologia
Els mascles poden assolir els 7 cm de longitud total.

## Distribució geogràfica
Es troba a Turquia.